# Richard Moest
Richard Moest (* 20. Februar 1841 in Horb am Neckar; † 1. August 1906 in Köln) war ein deutscher Bildhauer, Restaurator und Kunstsammler der Neugotik.

## Leben
Der in Horb am Neckar geborene Moest – bisweilen auch Möst geschrieben – siedelte im Jahr 1867 nach Köln über. Mit seiner Frau Wilhelmina Elisabeth Bischoffberger hatte er drei Kinder: Die Tochter Sibylle Agatha, die meist Rosa genannt wurde, den späteren Bildhauer und Maler Josef Moest (1873–1914) sowie den späteren Schauspieler Hubert Moest (1877–1953).

## Werk
Moest gehörte zu den Schülern August von Krelings. Er arbeitete an der Wiederherstellung und dem Neuentwurf mittelalterlicher Kunst für den Historismus und die neugotische Kirchenkunst des 19. und frühen 20. Jahrhunderts. Die Restaurierung bestand nach damaliger Vorstellung oft in nachgeschnitzter Ergänzung nach historistischem Geschmack oder auch der Entfernung schlecht erhaltener Originalsubstanz und Ersatz durch eine Kopie. Zu seinen restauratorischen und ergänzenden Arbeiten gehören die Antwerpener Retabel in St. Michael Zell-Merl, in St. Martin in Langerwehe (1891), in St. Martin in Jülich-Barmen, in Heilig-Kreuz in Süggerath und das Georgsretabel im Dom zu Köln (1878).
Seine ahistorischen Eingriffe an der mittelalterlichen Kunst sind nach heutigem Stand der Kunstgeschichte und der Restaurierungstechnik inzwischen zumeist rückgängig gemacht worden. 
Zu seinen Neuschöpfungen zählen die hölzernen Reliefgruppen am St. Josefs- und Marienaltar und die Kreuzigungsgruppe in der am 8. Januar 2018 devastierten Kirche St. Lambertus Erkelenz-Immerath sowie der Orgelprospekt für den Berliner Dom.
Ein spätgotisches Vesperbild in St. Kunibert wurde zwischen 1874 und 1889 von ihm mit einer gotisierenden Bekrönung versehen und zu einem Altar zu Ehren der Schmerzhaften Mutter gemacht. Der Altar wurde bis auf das enthaltene Bildwerk bereits in den 1930er Jahren wieder abgebaut. 1891/92 besorgte er das Mittelrielief und die Gussornamente einer Kommunionsbank in St. Severin. 1894/95 fertigte er einen Beichtstuhl für dieselbe Kirche an. Moest war um 1903 zusammen mit seinem Sohn Josef maßgeblich an der Ausführung der Entwürfe von Friedrich Carl Heimann auch für den Hochaltar von St. Cäcilien in Köln verantwortlich.
Die von ihm in Köln zusammengetragene Sammlung vorwiegend mittelalterlicher Skulpturen wurde nach seinem Tod von der Stadt Köln als Schenkung abgelehnt, da diese im selben Jahr bereits die Sammlung Alexander Schnütgen angenommen hatte. Moests Sohn Josef brachte die Sammlung daraufhin im städtischen Suermondt-Museum in Aachen unter, wo sie im Jahr 2006 zum 100. Todestag Moests in einer Sonderausstellung zur Sammlungsgeschichte präsentiert wurde.